# Зубејде Ханим
Зубејде Ханим (тур. Zübeyde Hanım; Лагадина 1857 — Измир, 15. јануар 1923) је била мајка Мустафе Кемала Ататурка, оснивача модерне Турске. 
Зубејде Ханим је рођена 1857. године у Лагадини у Македонији, као једина ћерка Софузаде Фејзулаха ефендије и Ајше Ханим. Њена породица је јуручког порекла. Старином је из Карамана у Анадолији, одакле се у 15. веку преселила у Сариђол, а потом у Лагадину код Солуна. Детињство и младост је провела са породицом у Лагадини, где је научила да чита и пише али није стекла више образовање. Удала се за Али Ризу ефендију 1870 године, са којим је имала шесторо деце (Фатима, Ахмет, Омер, Мустафа, Макбуле и Наџије). Фатима, Ахмет и Омер су умрли од дифтерије, а Наџије од туберкулозе у 12  години живота. Када је Али Риза умро 1890. године, неко време је живела са децом код свог брата Хусеина аге у Лагадини. У својој 36 години се удала за Рагипа бега који је био њен просац. До Балканских ратова је живела у Солуну, а након тога се преселила са ћерком Макбуле у Истанбул. Њен муж Рагип бег је умро у Солуну пре него што се преселила у Истанбул. У Истанбулу је живела до јуна 1922. године када је њен син Мустафа одлучио да је доведе у Анкару. Болујући од делимичне парализе и реуме децембра 1922. године се због погодније климе преселила у Измир, али и да упозна Латифе Ханим са којом је Мустафа планирао да се ожени. Умрла је 14 јануара 1923. године и сахрањена је у дворишту Ферик Осман-пашине џамије у Каршијаки.